# عبير عبد الرحمن (شخصية خيالية)
عبير شخصية خيالية، بطلة سلسلة فانتازيا، ولدت أدبيا في 1996 بظهور قصة لا تنتهي، تعتمد القصة على إبحار البطلة في عالم الخيال، اعتمادا على خيالها المتسع وعلى جهاز عقلي اخترعه زوجها شريف.

## نشأة البطلة
عبير في عالم واقعها، فتاة فقيرة تنتمي إلى أسرة تعيش حياة كفاف، وتقطن حارة شعبية، وقد تزوجت من شريف، بينما تمتلك خيالا واسعا ونهما إلى القراءة لا يشبع.
قدم لها شريف جهازا يدخلها إلى عالم الأحلام، بحيث تستطيع ان تتجول بلا حدود ولا قيود سوى خيالها فقط، وهو خيال ساخر، ويشبه أسلوب المحاكاة الساخرة.
يقدم المؤلف في إطار القصة نقدا أدبيا للعديد من الأساليب الأدبية الشهيرة في عالم الأدب، ويتحدث في بعض الأعداد عن مؤلفين ذوي شهرة معينة، كعالم ديزني (اقتلوا بطوط) و شكسبير (الاسم شكسبير)،وعوالم ألف ليلة وليلة (قصة كل ليلة) وأحيانا ينقد المؤلف نفسه (ما أمام الطبيعة) ، وبعض الأعداد تتحدث عن أحداث شهيرة تناولها الأدب العالمي كثيرا، كالحرب العالمية الثانية (فلننقذ الدوتشي-آخر أيام الرايخ) أو تاريخ الطب (الصيادون)، وبعض الأحداث تتحدث عن الأساليب الأدبية بشكل عام (البطل ذو الأف وجه، اللغز).

## عبير عبد الرحمن والمغامرات الخاصة
قامت المؤسسة قبل الأعداد الخاصة بنشر رواية لعبير عبد الرحمن بعنوان «ثلاثة» وذلك في (كتاب الصيف - أشباح ولكن) لنبيل فاروق وأحمد خالد توفيق وآخرون، وجمعت الأبطال الثلاثة لأحمد خالد توفيق في نفس القصة.
أما سلسلة الأعداد الخاصة لمغامرات عبير عبد الرحمن فصدرت قصتان منها، الأولى بعنوان خمنوا معي. هذا الكتاب هو العدد الخامس من سلسلة الأعداد الخاصة لأحمد خالد توفيق.
ثم نشرت المؤسسة عدد خاص بمناسبة مرور 30 سنة على روايات مصرية وكان بعنوان 30، وكذلك أيضا جمع الأبطال الثلاثة لأحمد خالد توفيق في نفس الرواية. تم نشر القصة الثانية من الأعداد الخاصة بعنوان جاءوا من الوادي وهذا الكتاب هو العدد التاسع من سلسلة الأعداد الخاصة لأحمد خالد توفيق.

## مغامرات البطلة
قامت هذه البطلة بالمغامرات التالية:
| 1. قصة لا تنتهي 2. حكايات من ولاشيا 3. صفر صفر سبعة 4. امبراطورية النجوم 5. ذات مرة في الغرب 6. خيول ورماح 7. العاب اغريقية 8. مملكة الموت | 1. الخناقون 2. الاسم شكسبير 3. نداء الادغال 4. بين عالمين 5. رجل من كريبتون 6. من بعد سوبرمان 7. اعدام في البرج 8. شبح وشيطان | 1. اقتلوا بطوط 2. توم ومن معه 3. خمسة منهم 4. من فعلها؟ 5. لاتدخلوا شيروود 6. قلعة السفاحين 7. أرض قمر أرض 8. فليدخل التنين | 1. من اجل طروادة 2. عودة المحارب 3. اخر ايام الرايخ 4. 1919 5. الوطواط 6. عبقري ! 7. أسمة أدهم ! 8. في مملكة الأخوين | 1. أيام مع هانيبال 2. عرض لا تستطيع رفضه 3. ما امام الطبيعة 4. حب في أغسطس 5. فلاسفة في حسائي 6. عينان 7. صديقي جلجامش 8. أرشيف الغد | 1. ألعاب فارسية 2. الملل بعينة 3. أسطورة نهر 4. شيء من حتى 5. تشي 6. الحالم الأخير 7. الساحر وأنا 8. اللغـز | 1. يوم غرق الأسطول 2. هي والأنا ! 3. فلننقذ الدوتشي 4. ب 4 م 5. بحاران 6. عبقري أخر 7. الصيادون |